# Rosa González Román
Rosa González Román (23 tháng 7 năm 1942 – 21 tháng 1 năm 2019) là một nhà báo và chính trị gia người Chile, từng là Phó từ ngày 11 tháng 3 năm 1998 đến ngày 11 tháng 3 năm 2006.

## Tuổi thơ
Rosa González sinh ra ở quận đô thị Buin, vào ngày 23 tháng 7 năm 1942. Bà đầu tiên học tại Trường 'Ý', và sau đó học báo chí tại Đại học Arica đương đại. Bà là một chuyên mục cho La Estrella de Arica, chủ tịch GEICOS và ủy viên hội đồng quốc gia của Hiệp hội khai thác quốc gia. Ban đầu, bà là người tạo ra kế hoạch của chính phủ Cordenor (Tập đoàn phát triển phía Bắc), là một biến thể của Cochasa (Tập đoàn phát triển của Chacalluta SA). Bà cũng được Chile ủy quyền bởi Ủy ban Kinh tế và Nghị viện của Conosur (1991–1996), và giám đốc quốc gia của CORCHILE.